# Біла (Щецинецький повіт)
Біла (пол. Biała) — село в Польщі, у гміні Білий Бур Щецинецького повіту Західнопоморського воєводства.
Населення — 537 осіб (2011).
У 1975-1998 роках село належало до Кошалінського воєводства.

## Демографія
Демографічна структура станом на 31 березня 2011 року:
|          | Загалом | Допрацездатний вік | Працездатний вік | Постпрацездатний вік |
| -------- | ------- | ------------------ | ---------------- | -------------------- |
| Чоловіки | 279     | 58                 | 196              | 25                   |
| Жінки    | 258     | 56                 | 148              | 54                   |
| Разом    | 537     | 114                | 344              | 79                   |